# بوگی
بوگی (به لهستانی:  Bugi) یک روستا در لهستان است که در گمینا لیزبارک وارمینگسکی واقع شده‌است.